# Eulepyronia grossa
Eulepyronia grossa är en insektsart som beskrevs av Schmidt 1924. Eulepyronia grossa ingår i släktet Eulepyronia och familjen spottstritar. Inga underarter finns listade i Catalogue of Life.